# Australian Space Agency
Die Australian Space Agency (ASA) ist die Weltraumbehörde Australiens. Sie wurde mit Wirkung zum 1. Juli 2018 gegründet und soll die australische Weltraumindustrie wettbewerbsfähiger machen. Da es in Australien keine direkten Raumfahrtaktivitäten gibt, betrifft dies vor allem Unternehmen des Rüstungs- und den Telekommunikationssektors. Leiter der Behörde ist seit Januar 2021 der ehemalige Virgin-Galactic-Manager Enrico Palermo.

## Gründung

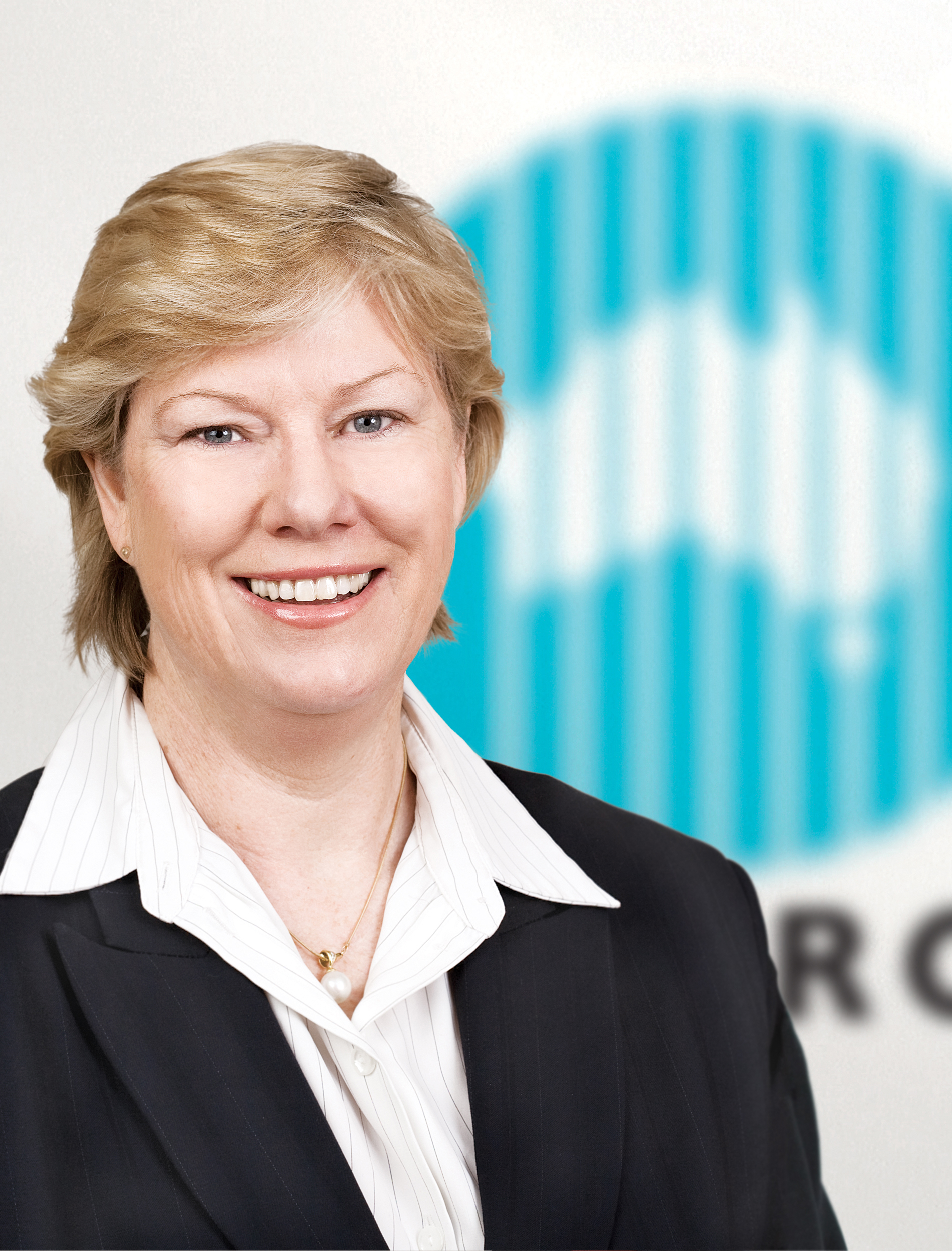
Die erste ASA-Leiterin Megan Clark (2010)

Australiens Nachbarland Neuseeland gründete im April 2016 eine eigene Weltraumbehörde – die New Zealand Space Agency –, um einen gesetzlichen Rahmen für Raketenstarts der neuseeländischen Start-up-Firma Rocket Lab zu schaffen. Im Juli 2017 gab auch die australische Regierung bekannt, dass sie die Einrichtung einer nationalen Weltraumbehörde prüfe. Ihr vorrangige Aufgabe wäre es, den Verlust von Arbeitsplätzen und Umsatz an den internationalen Wettbewerb zu verhindern. Zweieinhalb Monate später kündigte die Regierung die Einrichtung der Australian Space Agency an, und im Mai 2018 fiel der offizielle Beschluss zur Gründung der Behörde. Sie nahm am 1. Juli 2018 ihren Betrieb auf und wurde für die ersten vier Jahre mit einem Budget von 26 Mio. Australischen Dollar ausgestattet. Zusätzlich wurden 15 Mio. Dollar für die Beteiligung an internationalen Projekten bereitgestellt. Megan Clark wurde zur Leiterin bestellt. Die Weltraumbehörde ist zunächst beim Industrie- und Wissenschaftsministerium in Canberra angesiedelt.

## Aufgaben und Ziele
Die Australian Space Agency soll die weltraumbezogenen Aktivitäten in Australien koordinieren und die lokale Weltraumindustrie unterstützen, um ihre Wettbewerbsfähigkeit zu verbessern. Sie soll die Interessen der australischen Industrie auch international vertreten, sie international vernetzen und ihren Zugang zu weltweiten Lieferketten sicherstellen. Weiterhin soll die Behörde die Gesetzgebung für zivile australische Weltraumaktivitäten administrieren.
Die australische Regierung erhofft sich von der neuen Behörde eine Beteiligung Australiens an dem in den 2010er Jahren gestarteten globalen Raumfahrboom und die Schaffung von 20.000 neuen Arbeitsplätzen.

„Wir haben den Zweck der Agency darauf ausgerichtet, die australische Weltraumindustrie komplett zu transformieren und sie auszuweiten. Wir haben uns sehr kommerziell ausgerichtet. Wir sind die am stärksten industrie-fokussierte Weltraumbehörde der Welt.“

Als eine ihrer ersten Aktivitäten war die ASA war an einer Novellierung des Space Activities Act beteiligt, der gesetzlichen Grundlage für Raumfahrtaktivitäten in Australien. Die Gesetzesänderung trat zum 31. August 2019 in Kraft und vereinfacht unter anderem die Genehmigungsverfahren für Raketen und Startplätze. Kurz darauf vereinbarte die ASA mit der NASA eine Mitwirkung bei deren Artemis-Mondflugprogramm, wofür Australien zunächst 150 Millionen Australische Dollar (entsprechend ca. 90 Mio. Euro) bereitstellte.